# St. Peter (Klagenfurt am Wörthersee)
St. Peter (auch: St. Peter-Welzenegg, slowenisch Šentpeter pri Celovcu) ist der 10. Bezirk der Landeshauptstadt Kärntens Klagenfurt am Wörthersee.

## Geographie

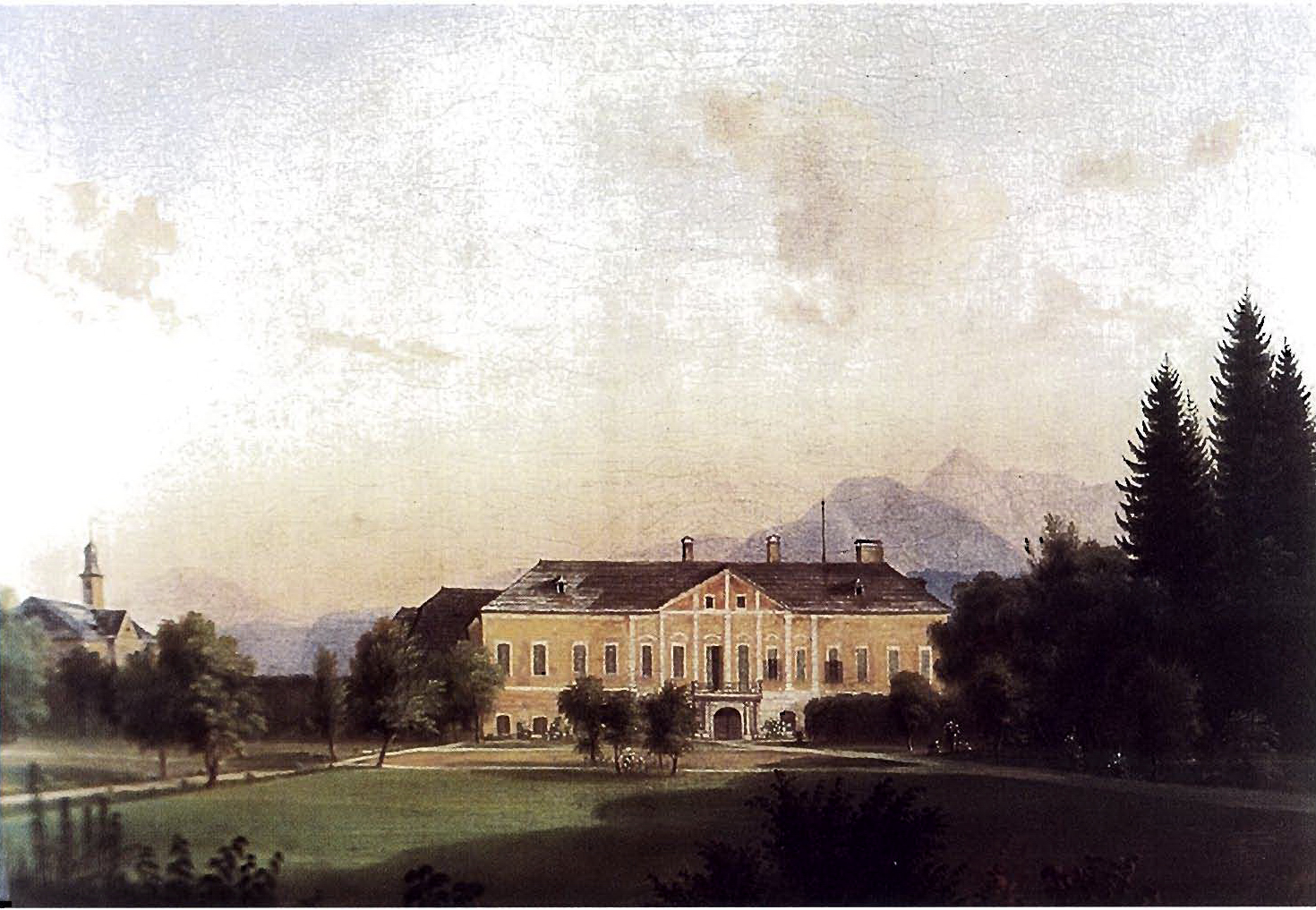
Westansicht von Schloss Harbach (Markus Pernhart um das Jahr 1850)

St. Peter befindet sich östlich der Klagenfurter Innenstadt. Im Süden grenzt der Bezirk entlang der Ebenthaler Straße an den Bezirk St. Ruprecht. Im Westen verläuft die Grenze entlang der Linie Ebenthaler Straße – Reichenberger Straße – Völkermarkter Straße – Fluss Glan an die Völkermarkter Vorstadt. Im Norden entlang von Dammgasse – Karl-Friedrich-Gauß-Straße, quert das Flugfeld des Flughafens Klagenfurt und verläuft weiter entlang der Drasendorfer Straße und umschließt die Ortschaft Witternitz. Im Osten verläuft die Grenze wieder quer durch das Flugfeld, dann entlang der Alten Stadtgrenze und der St. Jakober-Straße und grenzt dann weiters an die Marktgemeinde Ebenthal in Kärnten.
Neben dem IX. Stadtbezirk Annabichl durchfließt die Glan auch St. Peter. Sie tritt im Nordwesten des Bezirks ein, durchläuft ihn in südöstlicher Richtung und verlässt ihn an der Gemeindegrenze zu Ebenthal in Kärnten wieder. Früher befanden sich mehrere Mühlen am Ufer des Flusses. Keine einzige davon ist heute mehr erhalten. Eine Lithografie mit dem Motiv einer solchen Mühle unweit des Schlosses Welzenegg veranschaulicht die damalige Flusslandschaft mitsamt der dort befindlichen Infrastruktur.

## Geschichte

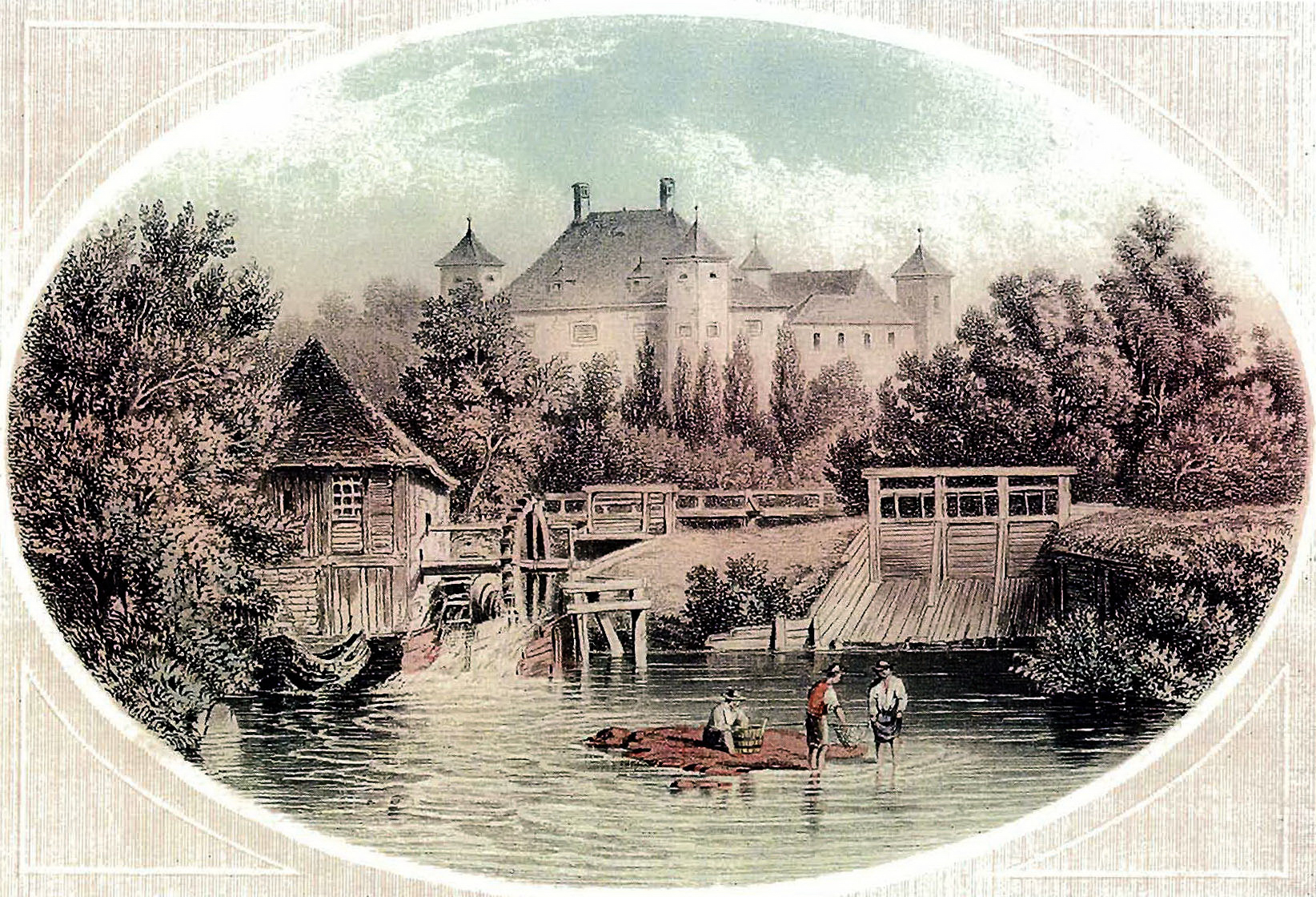
Glan-Mühle beim Schloss Welzenegg, Anfang 19. Jahrhundert

Die bis dahin eigenständige Gemeinde St. Peter wurde am 15. Oktober 1938 in die Stadt Klagenfurt eingemeindet.
Das ehemalige Gemeindeamt befand sich an der Adresse Ramsauerstraße 36.

## Bedeutende Persönlichkeiten
- St. Peter ist der Geburtsort des bedeutenden kärntnerslowenischen Physikers Josef Stefan (1835–1893). In seiner Jugendzeit schrieb er slowenische Gedichte. Später war er Lehrer von Ludwig Boltzmann. Nach beiden ist das Stefan-Boltzmannsche Gesetz der Thermodynamik benannt. Nach Josef Stefan ist auch das bedeutende Forschungsinstitut Inštitut Jožef Štefan in Ljubljana benannt.

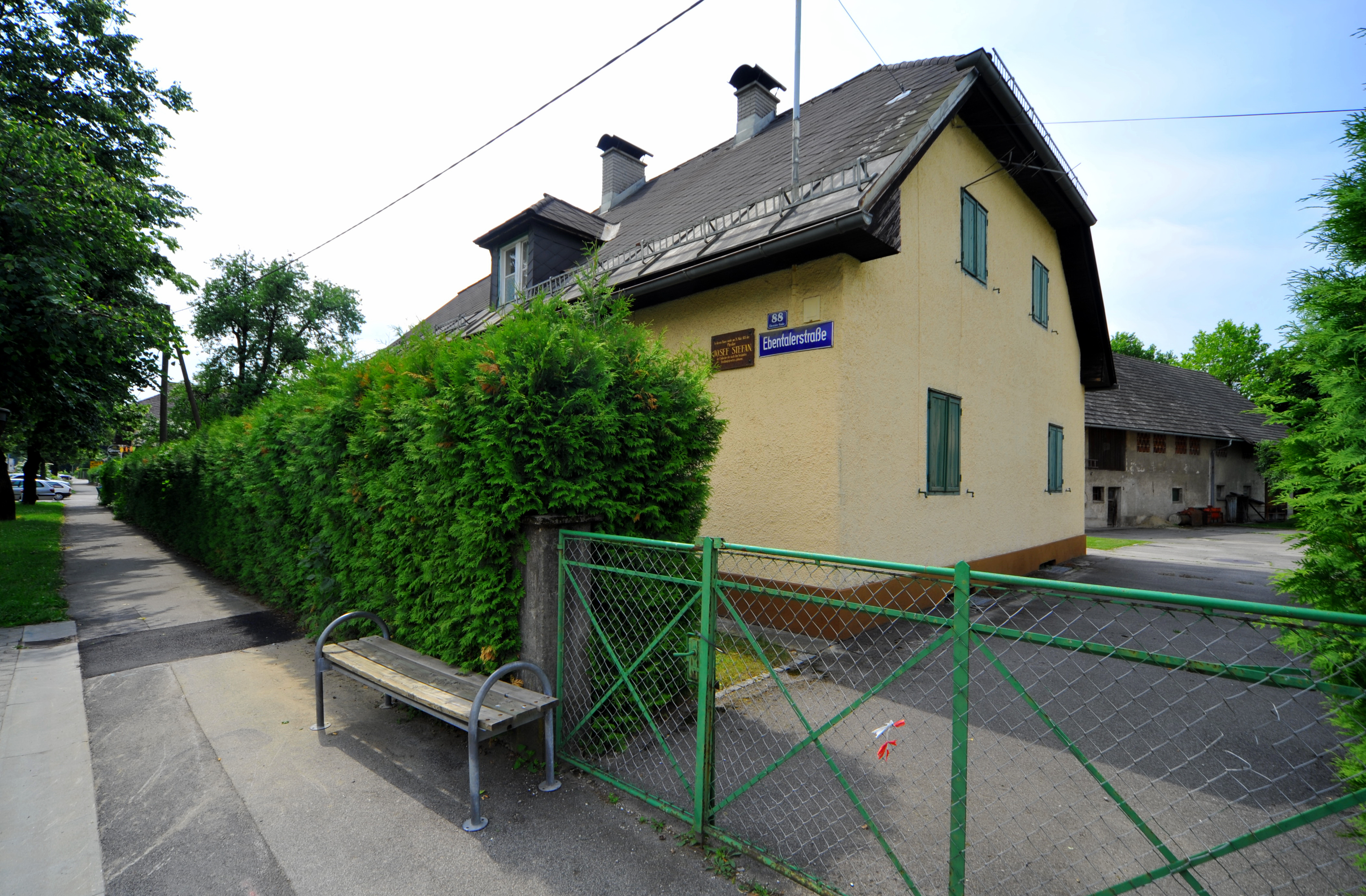
Geburtshaus des Physikers Josef Stefan in der Ebentalerstraße 88⊙
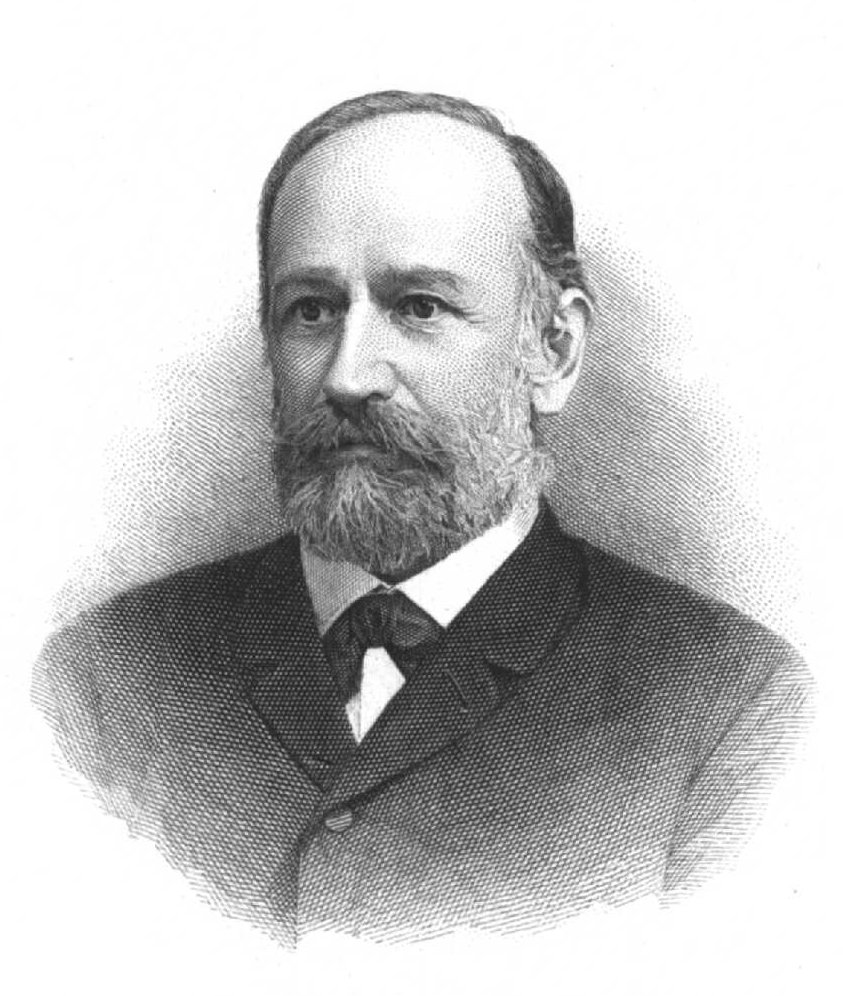
Physiker Josef Stefan

## Spiritus- und Hefefabrik in Limmersach

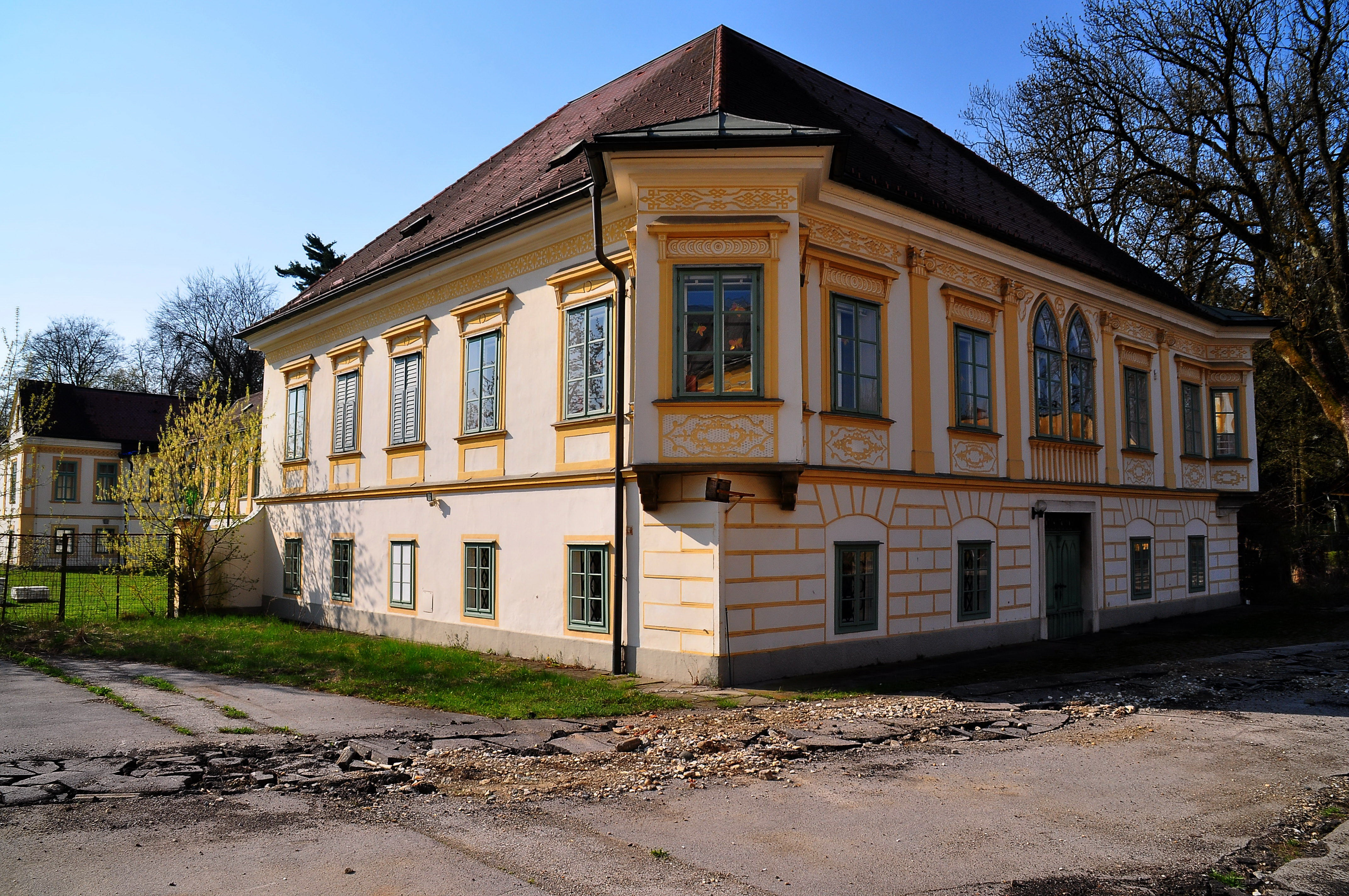
Herrenhaus (Fischlstraße 34)

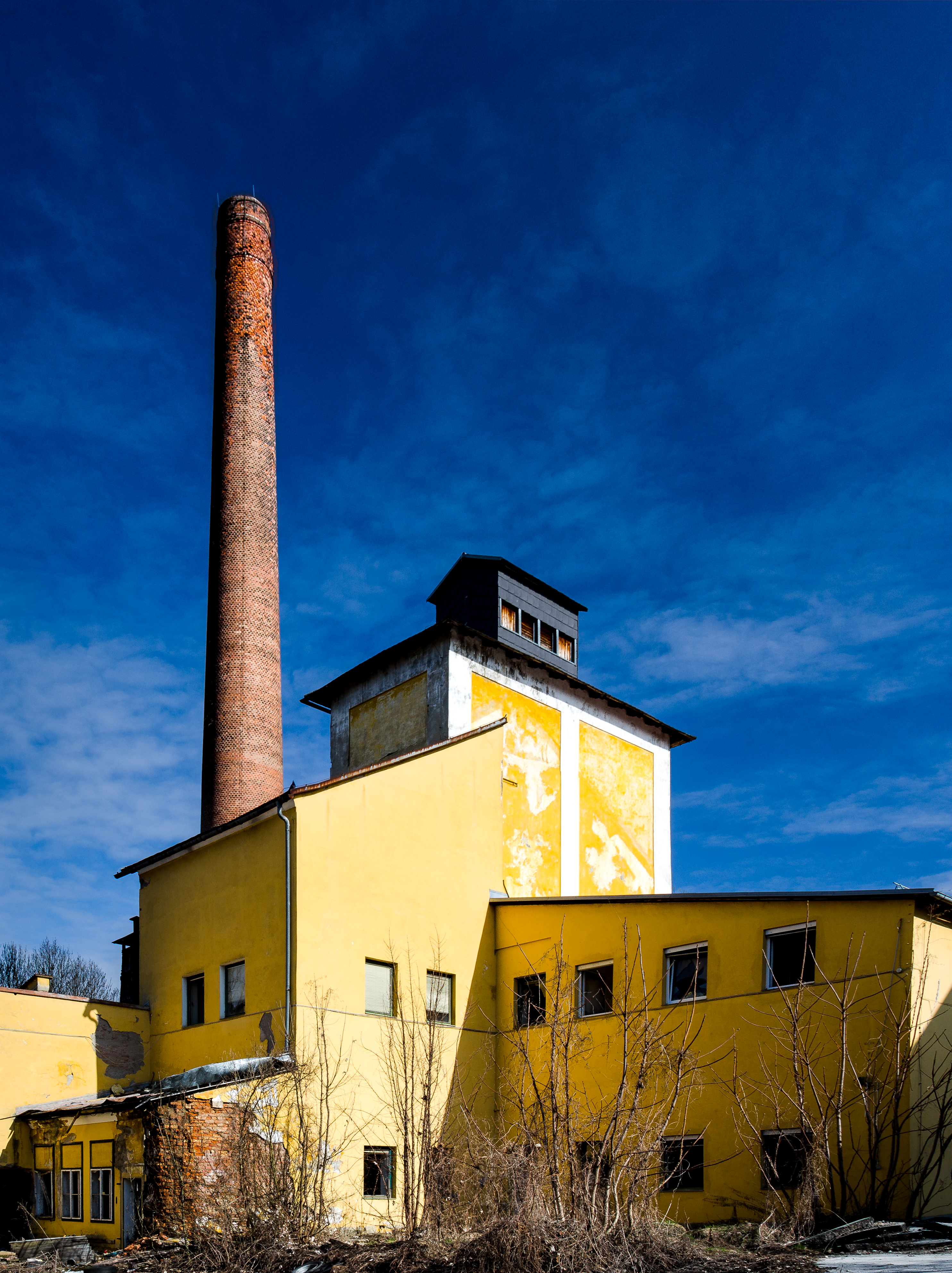
Ehemaliger Senf-Turm der früheren Spiritus- und Hefefabrik

Der Großindustrielle Siegmund Fischl erwarb im Jahr 1891 die zu dieser Zeit stillgelegte Spiritus- und Hefefabrik in Limmersach, die viele Jahre später in den Besitz von Mautner-Markhof überging.
Das Werk liegt am Ostrand der nach Fischl benannten Siedlung und stellt nach dessen Schließung Ende des 20. Jahrhunderts nur noch eine Industrieruine dar. Den Blickfang des Besitzes bildet das mehrgeschoßige stattliche Herrenhaus. Dieses wird heute zum Teil als städtischer Kindergarten und Hort genutzt. Südlich davon schließt sich der Fischl-Park mit alten Bäumen, Spazierwegen und einem großen Ententeich an.

## Verwaltungsgliederung
St. Peter gliedert sich in zwei Katastralgemeinden und in folgende Ortschaften.
- St. Peter bei Ebenthal:
  - Ladinach, Limmersach, St. Peter
- Welzenegg:
  - Haidach (slo. Vresje), Oberhaidach, Welzenegg, Witternitz

## Pfarren und Kirchen
Der Bezirk St. Peter ist Sitz einer der beiden Klagenfurter evangelischen Gemeinden und wird von vier katholischen Pfarren verwaltet:
- Pfarre St. Peter
  - Neue Pfarrkirche
  - Alte Pfarrkirche
- Pfarre St. Theresia
  - Pfarrkirche St. Theresia
- Pfarre Welzenegg
  - Pfarrkirche Welzenegg
- Pfarre St. Modestus
  - Pfarrkirche St. Modestus
  - Kirche St. Ulrich/Krastowitz

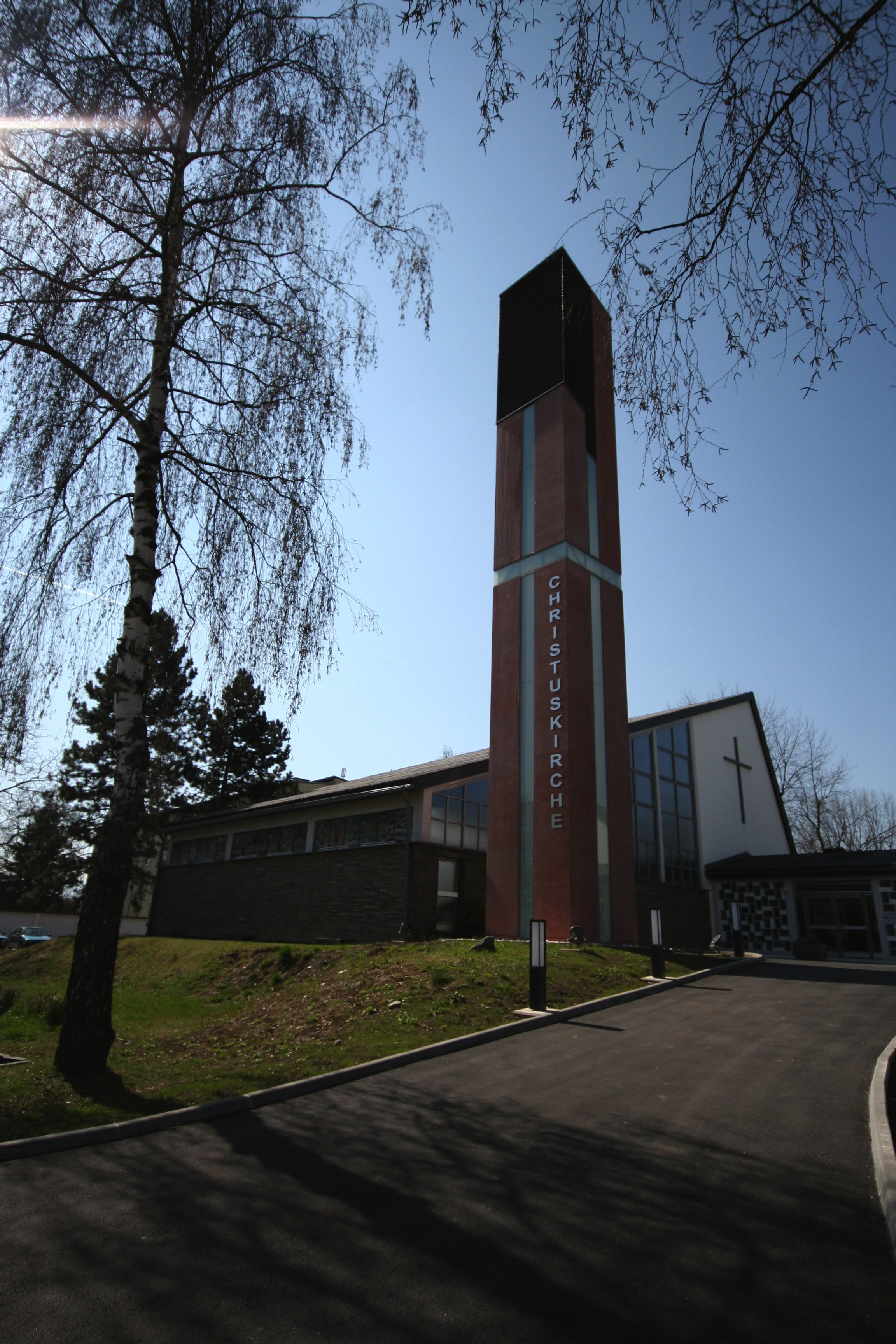
Christuskirche
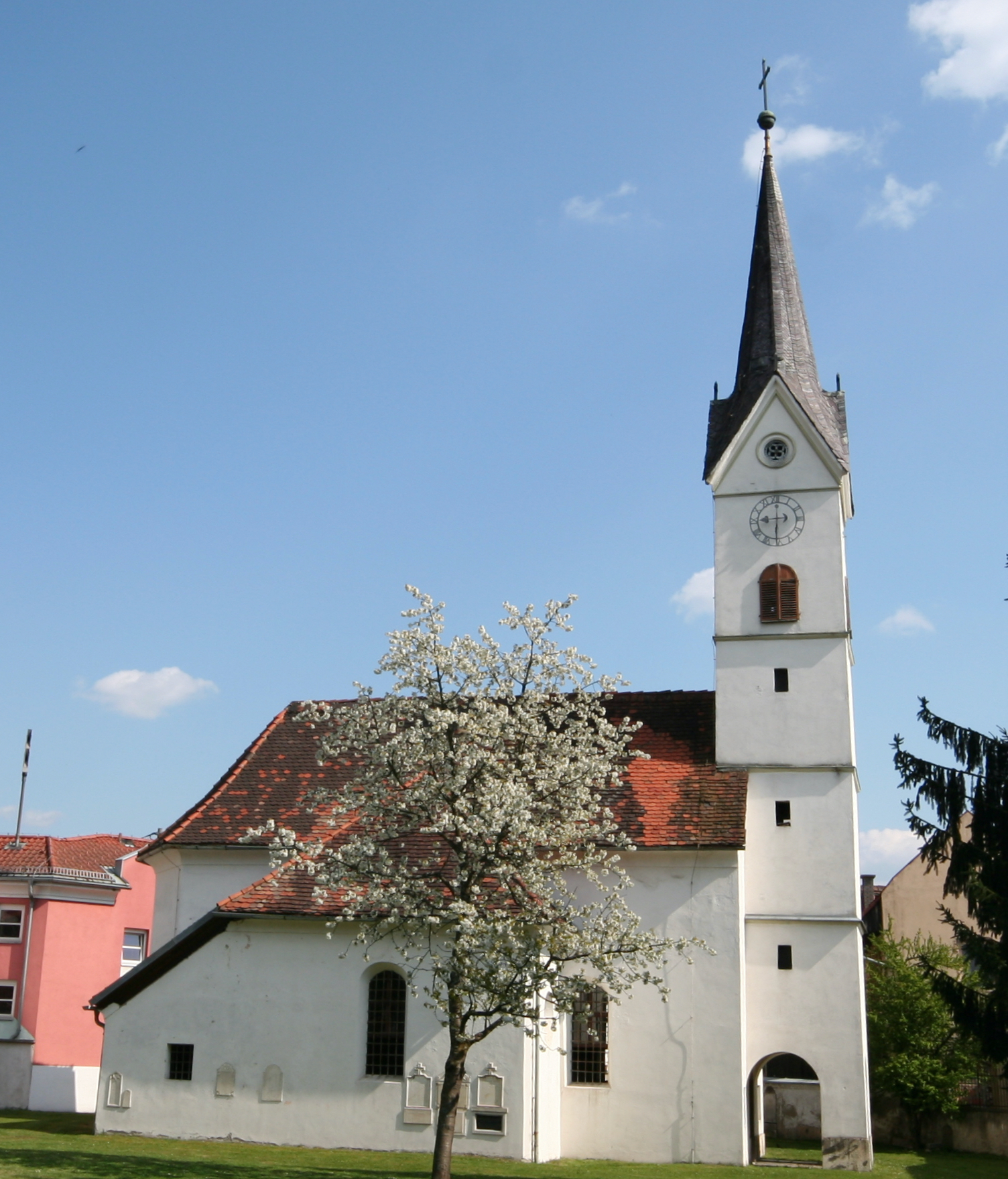
St. Peter, alte Kirche
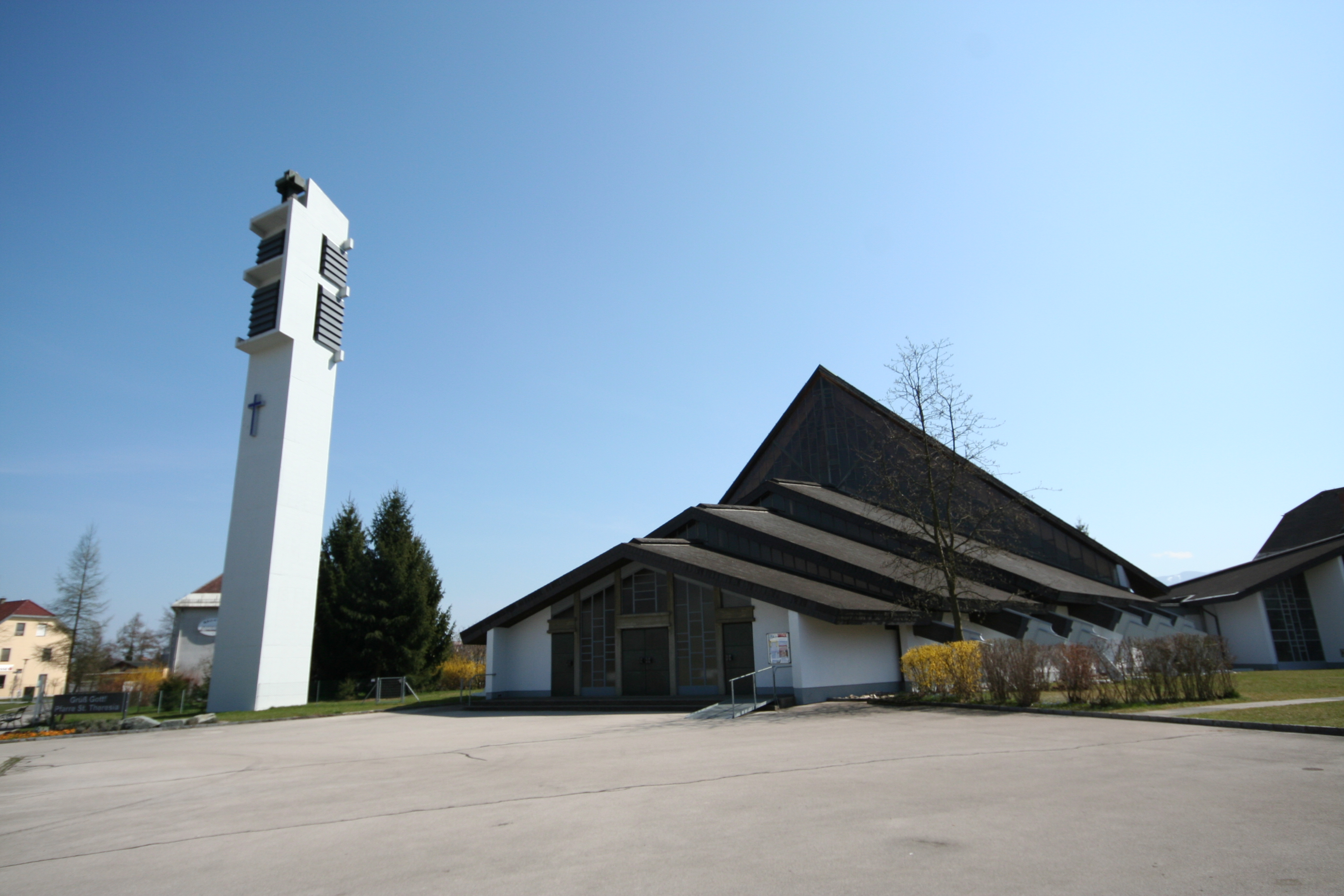
Pfarrkirche Sankt Theresia
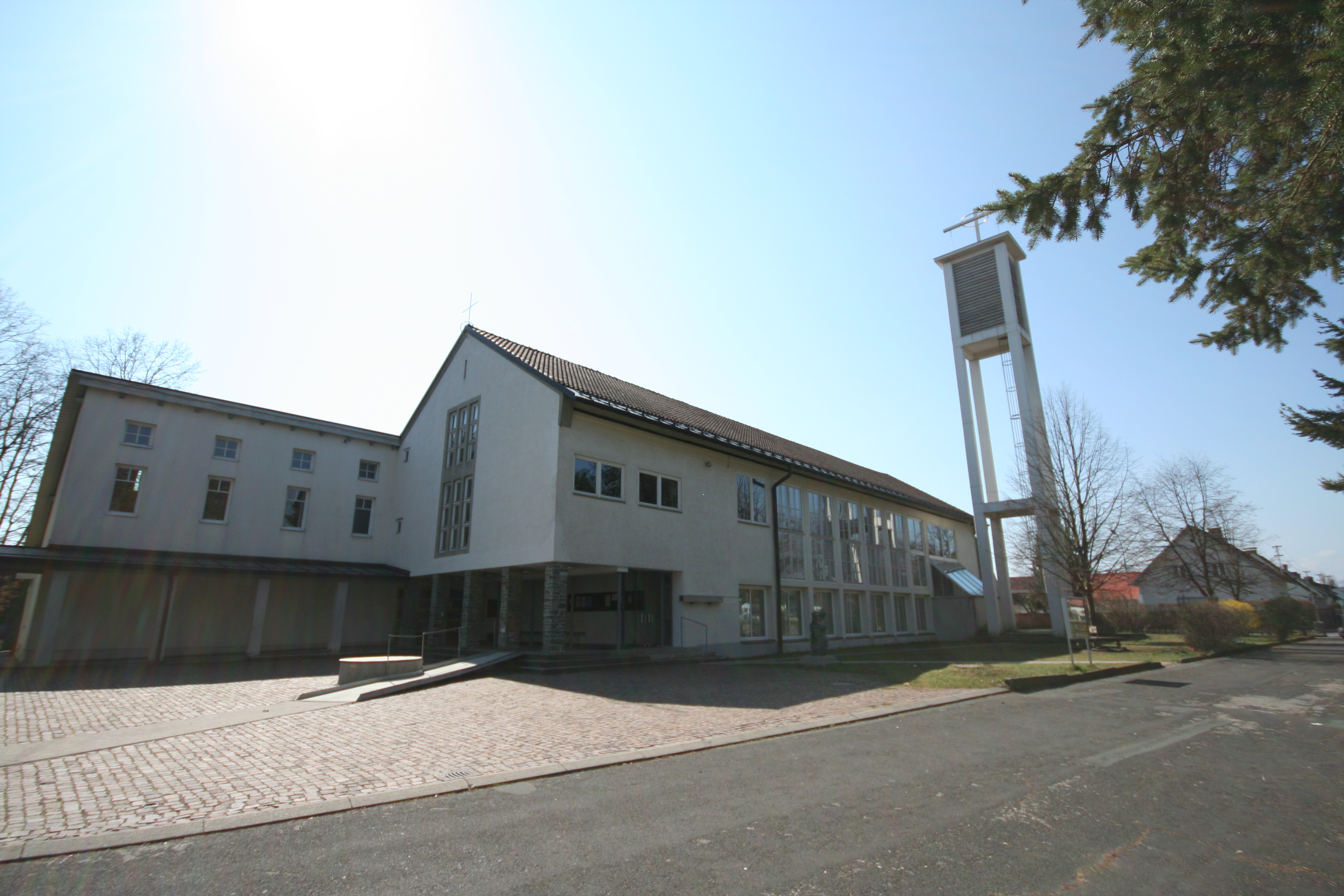
Herz-Jesu-Kirche, Welzenegg
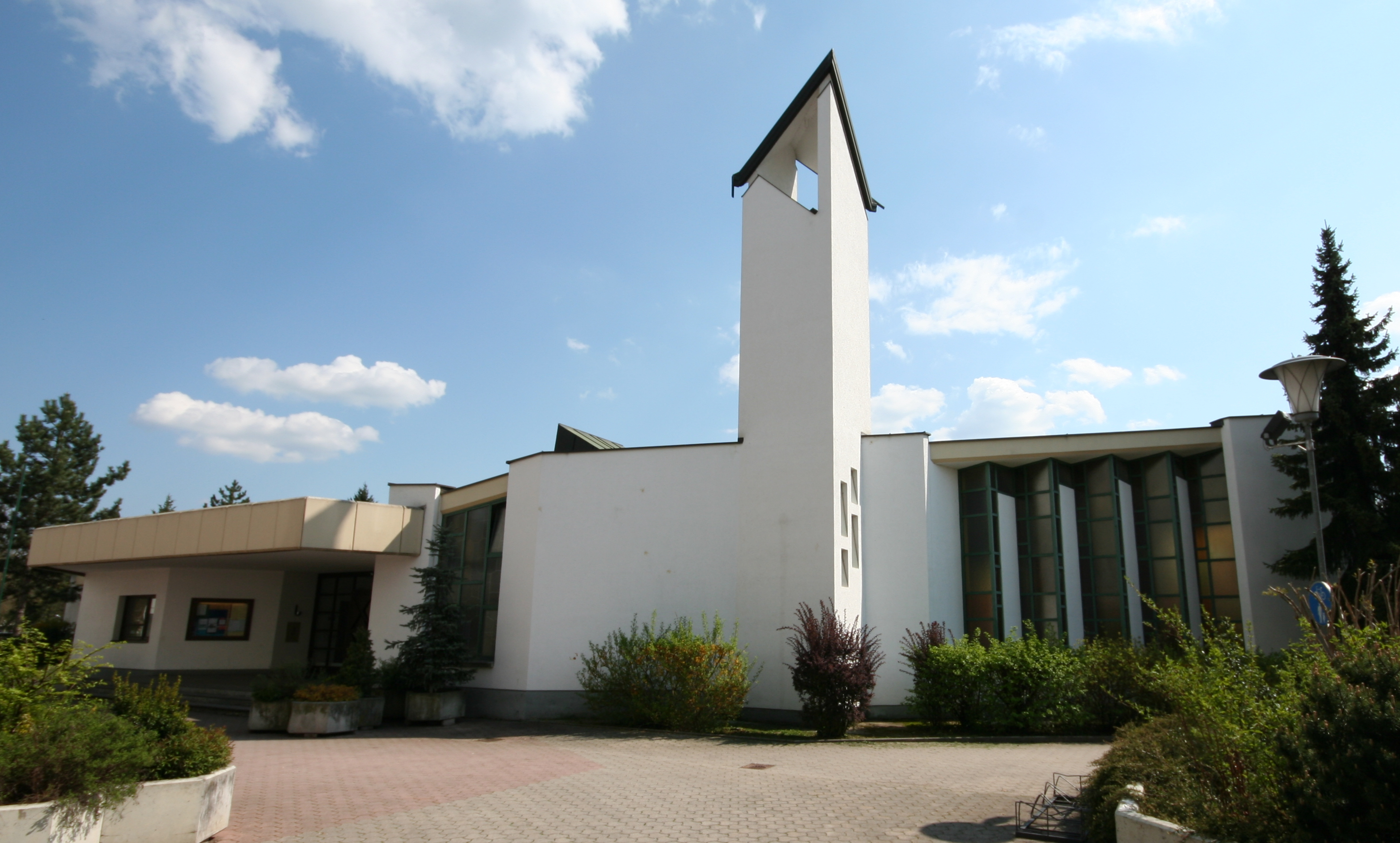
Modestuskirche in Fischl
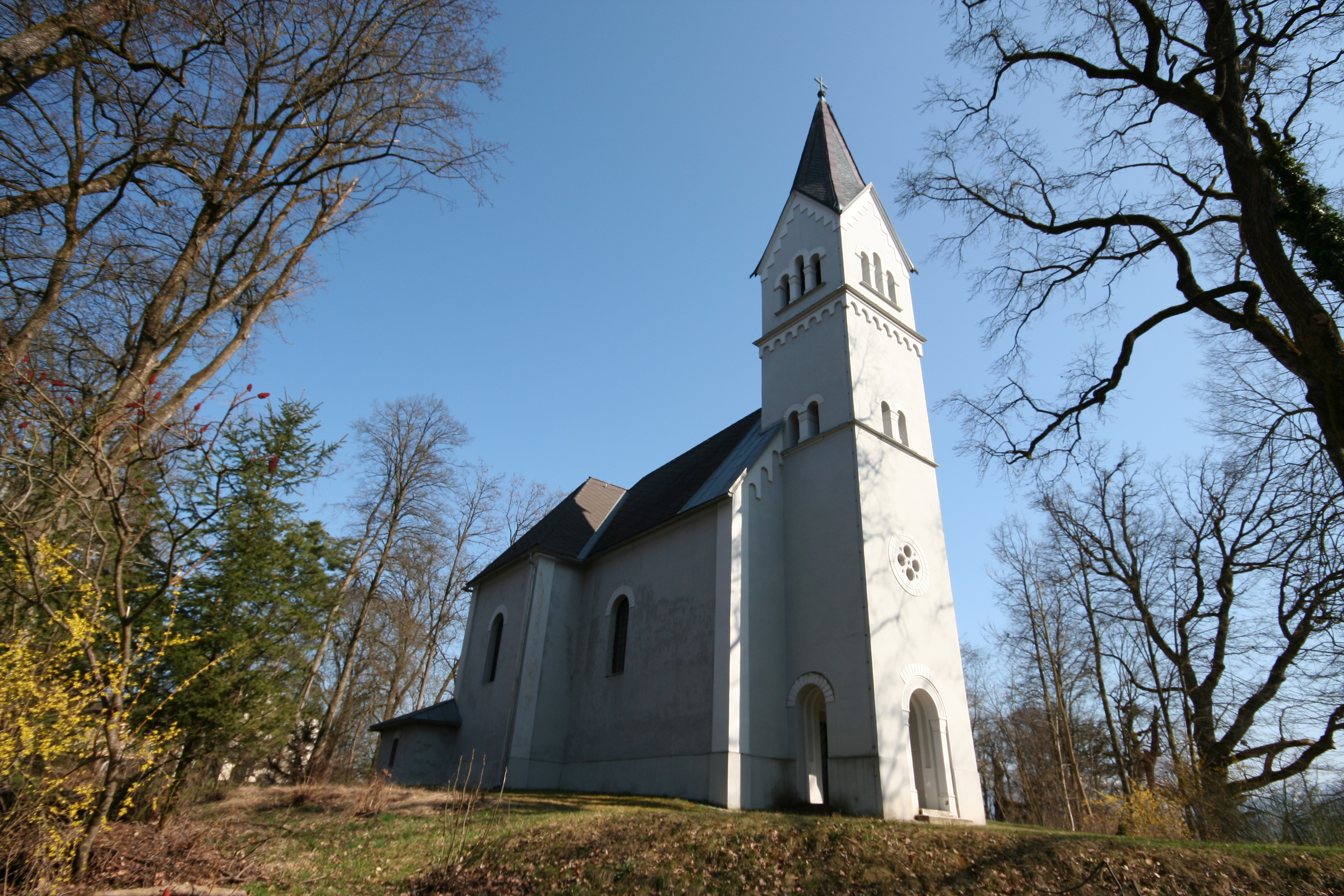
St. Ulrich in Krastowitz

## Bauwerke

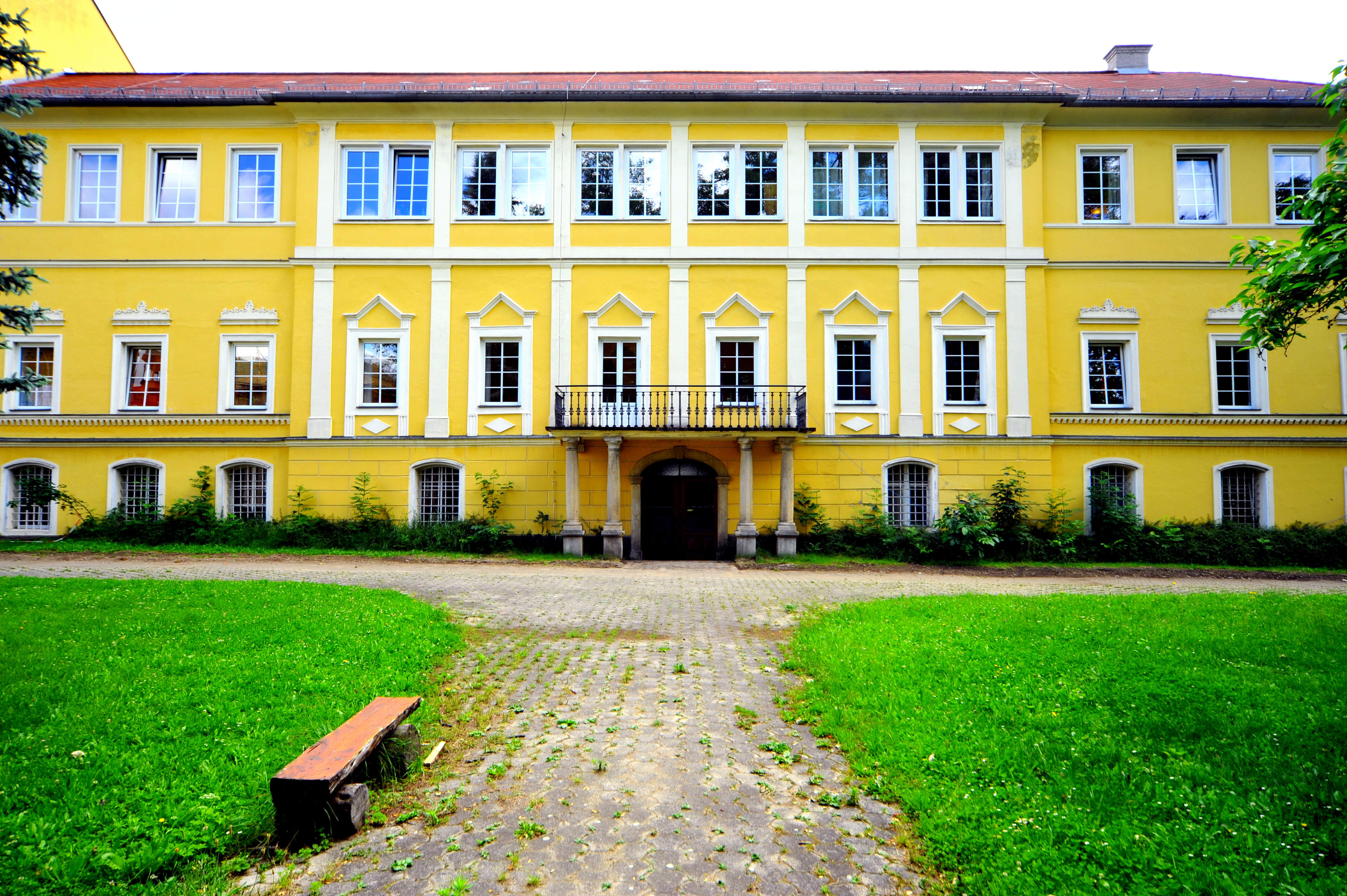
Schloss Harbach
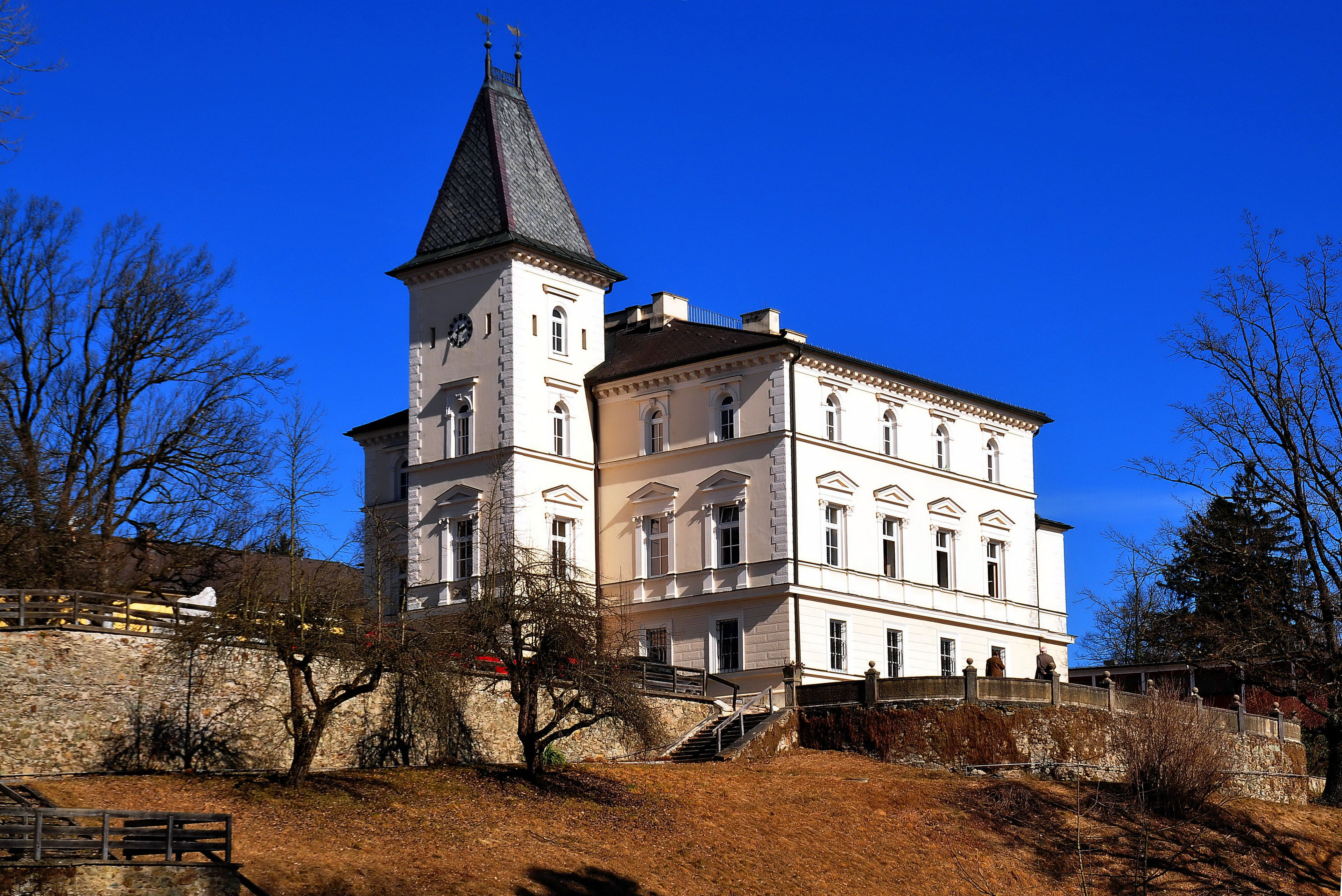
Schloss Krastowitz
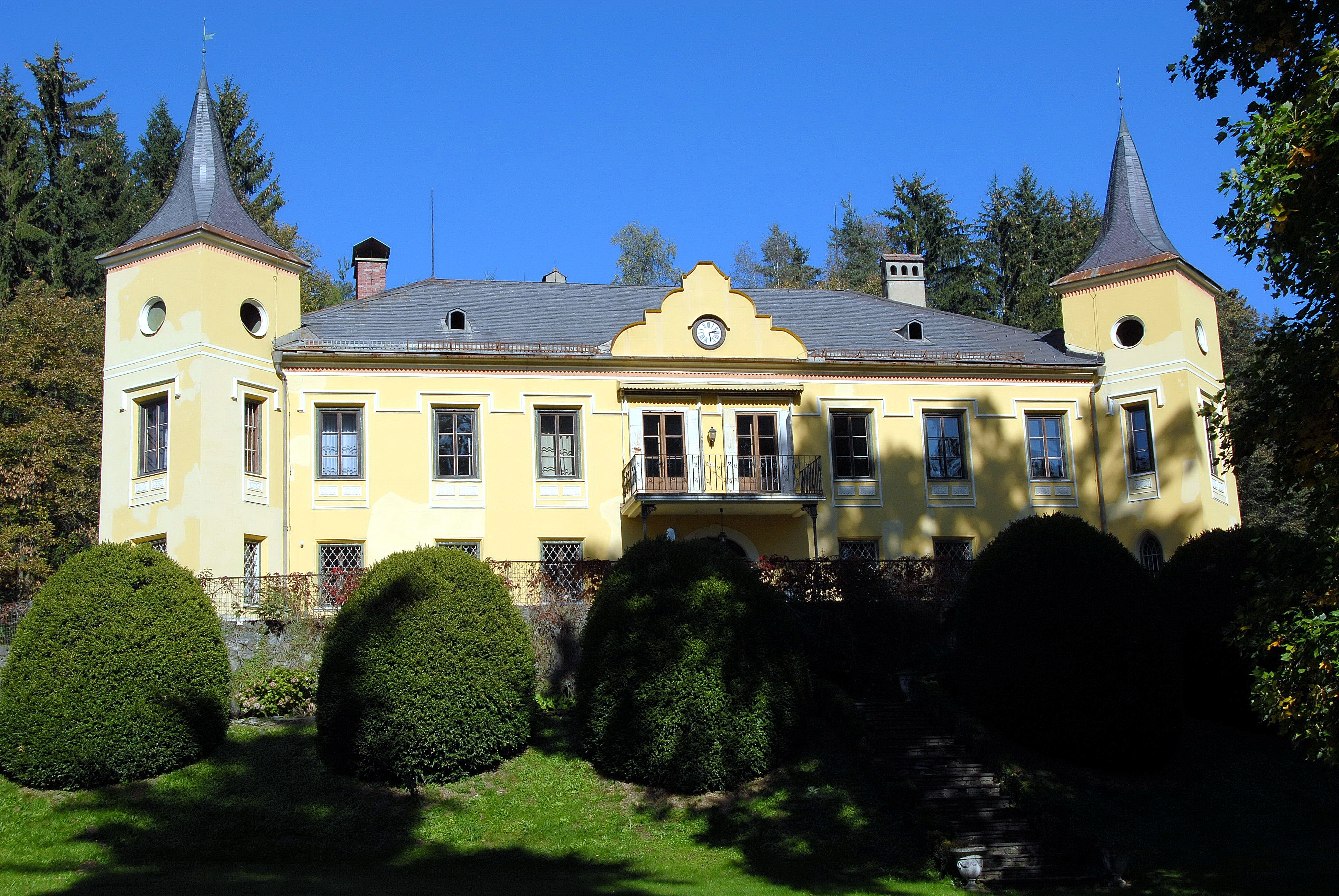
Schloss Pichlern
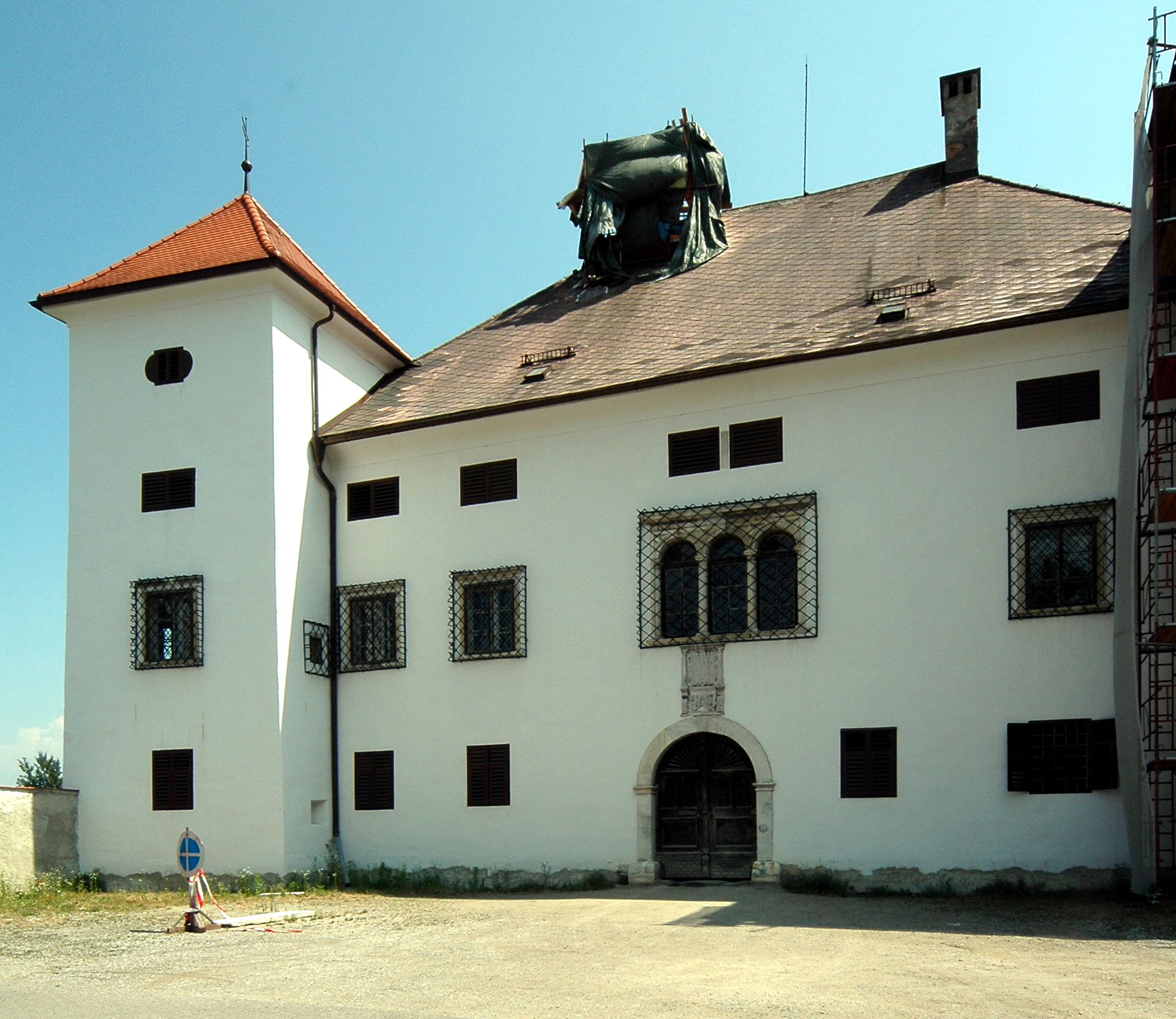
Schloss Welzenegg

- Schloss Harbach
- Schloss Krastowitz
- Schloss Pichlern
- Schloss Welzenegg

## Wirtschaft und Infrastruktur
Der Bezirk St. Peter ist nach dem Bezirk St. Martin der Stadtbezirk Klagenfurts mit der zweithöchsten Einwohnerzahl. Hier entstanden große Wohnsiedlungen wie zum Beispiel die Fischl-Siedlung.
Im Bezirk befindet sich das Landesfeuerwehrkommando und die Landesfeuerwehrschule des Landes Kärnten, das Straßenbauamt, das Kinozentrum Cinecity und der Bahnhof Klagenfurt-Ebenthal. An der Völkermarkter Straße und entlang des Südrings entstanden große Einkaufszentren und Großmärkte.

## Slowenisches/zweisprachiges Bildungswesen

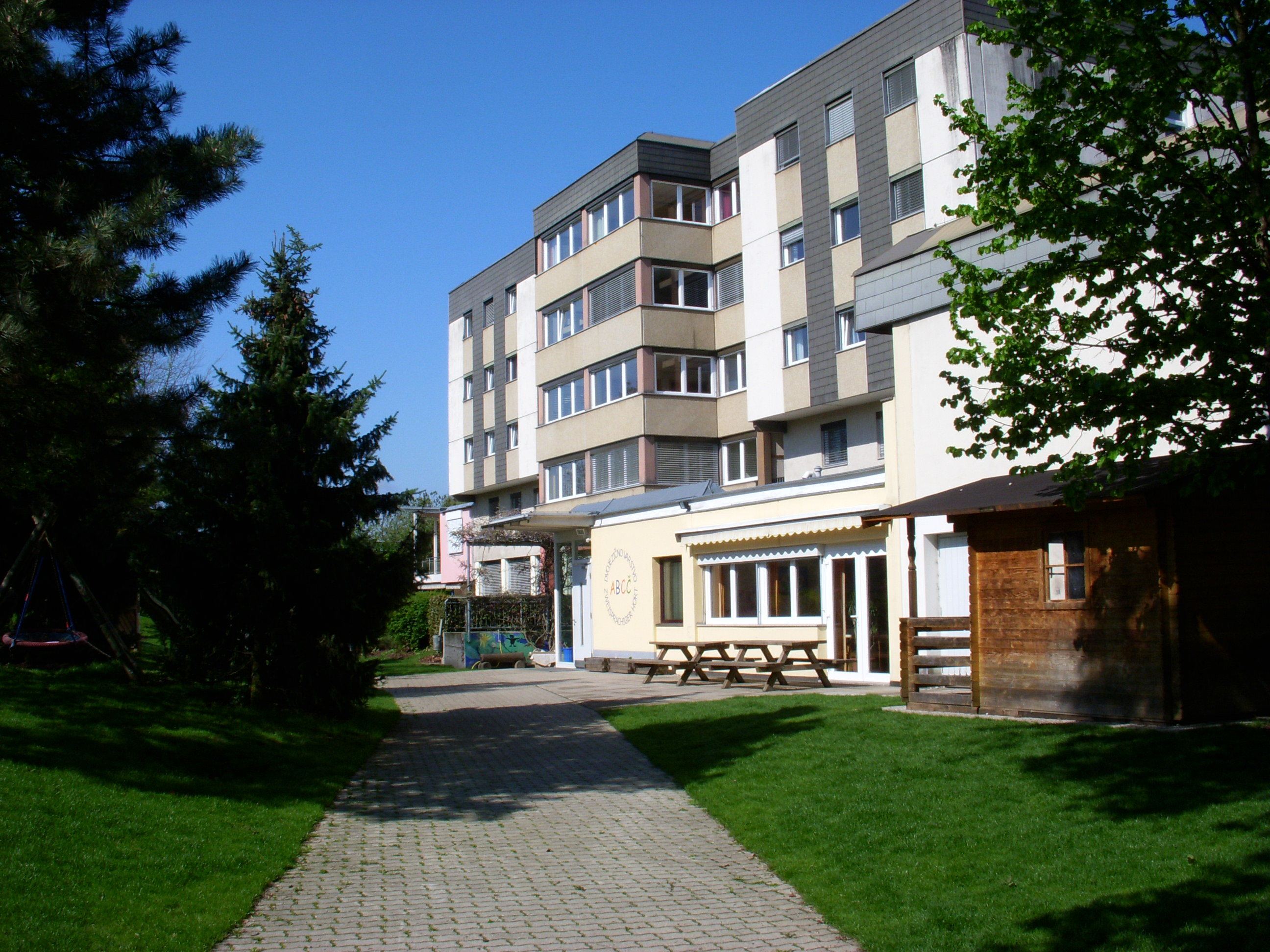
Eines der slowenischen Kulturzentren der Stadt: der Mladinski dom

In Sankt Peter befinden sich einige wesentliche Bildungseinrichtungen der Kärntner Slowenen in der Stadt Klagenfurt. Der Bezirk ist seit jeher ein politisches und ein kulturelles Zentrum als auch der Wohnort von Kärntner Slowenen in Klagenfurt gewesen. Diese Bildungseinrichtungen, die auf Basis der verfassungsmäßig eingeräumten Rechte der Kärntner Slowenen eingerichtet wurden, dienen zunehmend als interkulturelle Begegnungsstätten für alle Bürger Kärntens.
Unter diesen Einrichtungen befinden sich u. a. das Bundesgymnasium und Bundesrealgymnasium für Slowenen (Zvezna gimnazija in Zvezna realna gimnazija za Slovence), die im selben Gebäudekomplex befindliche zweisprachige Bundeshandelsakademie, die öffentliche zweisprachige Volksschule 24 (Javna dvojezična ljudska šola 24), sowie seit dem Jahr 1984 der Kindergarten Sonce im Mladinski dom. In der Mikschallee 4 befindet sich auch die slowenische Kärntner Musikschule (Glasbena šola na Koroškem).
Diese Bildungseinrichtungen bedienen sich moderner pädagogischer Ansätze, um den Kindern der Gemeinde Grundlagen für die persönliche Entwicklung und die Erhöhung ihrer Zukunftschance in einem gemeinsamen Europa zu bieten.
In St. Peter ist der Sitz einer umfassend bestückten öffentlichen slowenischen Depositarbibliothek, und zwar der slowenischen Studienbibliothek im Mladinski dom. Sie befindet sich derzeit in der Mikschallee 4.

## Koralmbahn

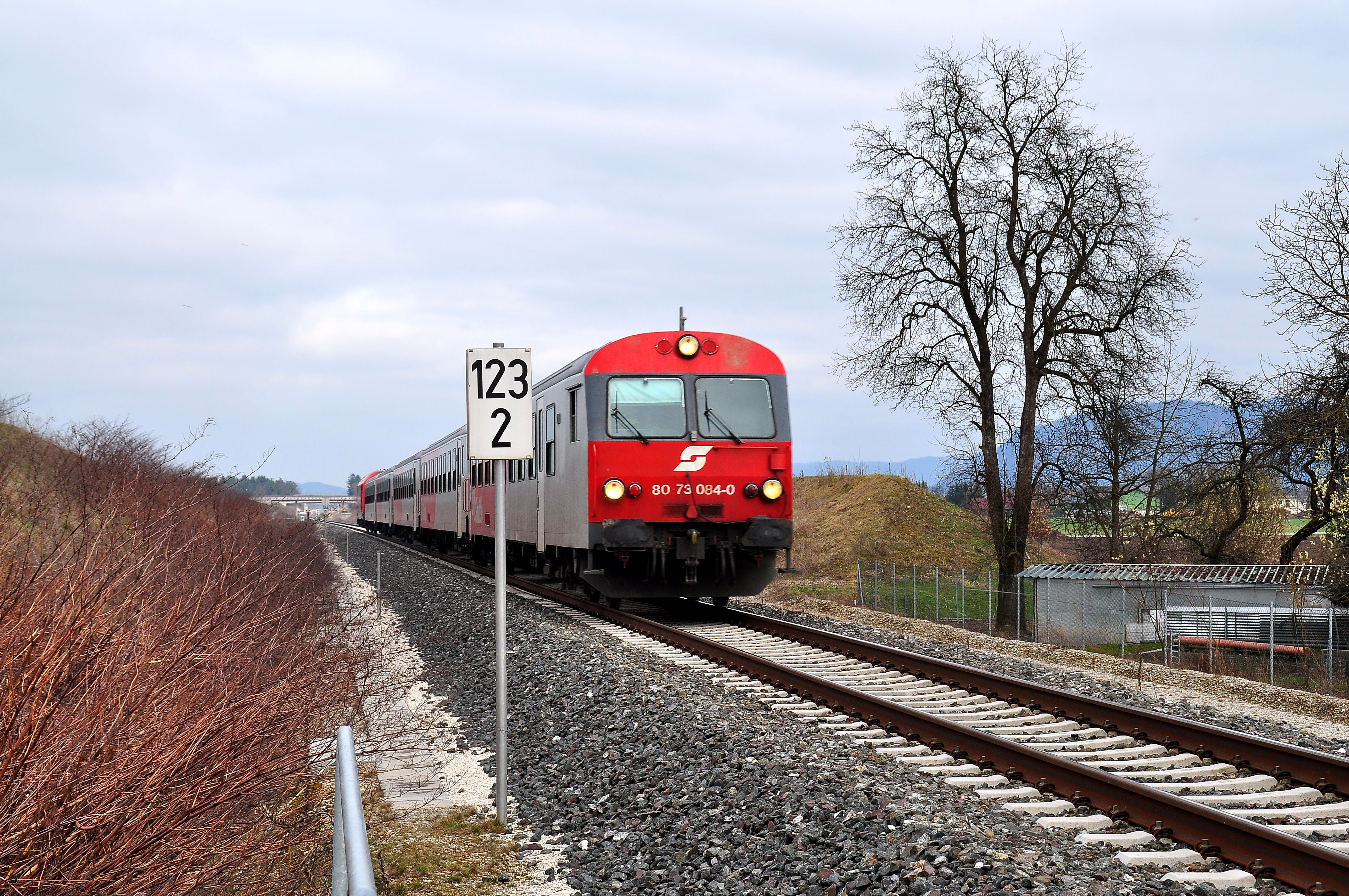
Koralmbahn nahe der Südring-Unterführung (2009)

Die Koralmbahn von Klagenfurt nach Graz führt in west-östlicher Richtung durch den Stadtbezirk.